# Rimini Calcio Football Club 2005-2006
Questa pagina raccoglie i dati riguardanti il Rimini Calcio Football Club nelle competizioni ufficiali della stagione 2005-2006.

## Stagione
È l'anno del ritorno del Rimini da neopromosso nella serie cadetta, dopo 23 anni di assenza.

Il primo appuntamento ufficiale della stagione 2005-2006 è però la Coppa Italia, competizione ad eliminazione diretta, nel primo turno il Rimini sbanca Pistoia, nel secondo turno i biancorossi trovano la Fiorentina perdendo al Neri (1-2) nei tempi supplementari.

La protesta dei sindaci contro la Serie B spostata al sabato pomeriggio fa slittare la prima giornata, e così il Rimini, sempre allenato da Leonardo Acori esordisce contro il Modena tra le mura amiche (1-1).
Nel girone di ritorno la squadra ha una striscia di 14 partite consecutive senza vittorie, interrotta solo dal rigore del capitano D'Angelo contro il Crotone (1-0) al Neri. La salvezza matematica arriva all'ultima giornata con il pareggio a reti bianche sul campo del Vicenza, risultato sufficiente per evitare i play-out, grazie anche alla sconfitta dell'AlbinoLeffe in trasferta (2-1) contro un Catania a cui servivano i tre punti per salire in Serie A. Il bottino dei biancorossi è stato di 48 punti, con il 17º posto in classifica. Miglior realizzatore riminese è ancora l'argentino Adrian Ricchiuti autore di 11 reti, nella quinta stagione che gioca a Rimini, la prima tra i cadetti.

## Divise e sponsor
Lo sponsor tecnico per la stagione 2005-2006 è Hummel. La maglia casalinga si presenta con i consueti scacchi biancorossi, su cui compare lo sponsor Banca di Rimini. La seconda maglia è interamente bianca con numerazioni e inserti rossi, mentre lo sponsor è Riviera di Rimini - La riviera dei parchi così come per un'altra maglia alternativa da trasferta. Questa è stata disegnata dal fotografo Oliviero Toscani, ed è formata da spicchi blu e azzurri che richiamano il sol levante giapponese: di questa ci fu anche una variante a spicchi bianchi e rossi, ma non venne mai indossata in campionato.
| Casa | Trasferta | Terza divisa |

## Organigramma societario
Area direttiva
- Amministratore delegato: Vincenzo Bellavista
- Presidente: Luca Benedettini
- Vice Presidente: Ivan Ventimiglia

Area organizzativa
- Team manager: Piergiorgio Ceccherini

Area comunicazione
- Ufficio Stampa: Giuseppe Meluzzi
- Segretario: Giorgio Drudi, Floriano Evangelisti

Area tecnica
- Direttore sportivo: Walter Muratori
- Allenatore: Leonardo Acori
- Preparatori atletici: Danilo Chiodi, Marco Greco
- Preparatore dei portieri: Marco Ferrari

Area sanitaria
- Medico sociale: Cesare Gori
- Massaggiatori: Andrea Acciarri, Lamberto Soci

## Rosa
| N. |                      | Ruolo | Calciatore              |
| -- | -------------------- | ----- | ----------------------- |
| 1  | Italia (bandiera)    | P     | Maurizio Pugliesi       |
| 2  | Italia (bandiera)    | D     | Alessandro Mastronicola |
| 3  | Italia (bandiera)    | D     | Paolo Bravo             |
| 4  | Italia (bandiera)    | D     | Luca D'Angelo           |
| 5  | Italia (bandiera)    | C     | Gianluca Di Giulio      |
| 6  | Italia (bandiera)    | D     | Sandro Porchia          |
| 7  | Italia (bandiera)    | C     | Ivano Trotta            |
| 8  | Italia (bandiera)    | C     | Renzo Tasso             |
| 9  | Italia (bandiera)    | A     | Sergio Floccari         |
| 10 | Argentina (bandiera) | C     | Adrián Ricchiuti        |
| 11 | Italia (bandiera)    | A     | Emilio Docente          |
| 12 | Italia (bandiera)    | P     | Filippo Sanchi          |
| 14 | Italia (bandiera)    | P     | Emiliano Dei            |
| 16 | Italia (bandiera)    | D     | Emiliano Milone         |
| 17 | Italia (bandiera)    | C     | Enea Righetti           |

| N. |                       | Ruolo | Calciatore          |
| -- | --------------------- | ----- | ------------------- |
| 18 | Italia (bandiera)     | A     | Alex Ambrosini      |
| 20 | Italia (bandiera)     | C     | Francesco Valiani   |
| 21 | Italia (bandiera)     | D     | Maurizio Peccarisi  |
| 22 | Italia (bandiera)     | C     | Lorenzo Di Loreto   |
| 23 | Italia (bandiera)     | A     | Simone Motta        |
| 25 | Italia (bandiera)     | A     | Andrea Rabito       |
| 27 | Italia (bandiera)     | D     | Thomas Manfredini   |
| 30 | Italia (bandiera)     | C     | Fabrizio Caracciolo |
| 31 | San Marino (bandiera) | D     | Mirko Palazzi       |
| 33 | Brasile (bandiera)    | D     | Digão               |
| 46 | Italia (bandiera)     | D     | Stefano Di Fiordo   |
| 77 | Italia (bandiera)     | D     | Dario Baccin        |
| 87 | Italia (bandiera)     | C     | Emmanuel Cascione   |
| 99 | Italia (bandiera)     | A     | Davide Moscardelli  |

## Calciomercato

### Sessione estiva
| Arrivi | Arrivi             | Arrivi    | Arrivi       |
| R.     | Nome               | da        | Modalità     |
| ------ | ------------------ | --------- | ------------ |
| D      | Digão              | Milan     | prestito     |
| D      | Sandro Porchia     | Crotone   | definitivo   |
| D      | Thomas Manfredini  | Atalanta  | prestito     |
| C      | Emmanuel Cascione  | Pistoiese | comproprietà |
| C      | Francesco Valiani  | Pistoiese | comproprietà |
| A      | Andrea Rabito      | Milan     | comproprietà |
| A      | Davide Moscardelli | Triestina | comproprietà |
| A      | Simone Motta       | Bari      | prestito     |

| Partenze | Partenze              | Partenze | Partenze              |
| R.       | Nome                  | a        | Modalità              |
| -------- | --------------------- | -------- | --------------------- |
| D        | Andrea Federici       | Reggiana | fine prestito         |
| C        | Francesco Lunardini   | Pavia    | prestito              |
| C        | Giuseppe Russo        | Messina  | fine prestito         |
| A        | Emilio Benito Docente | Avellino | prestito              |
| A        | Zlatan Muslimović     | Udinese  | riscatto comproprietà |

### Sessione invernale
| Arrivi | Arrivi                | Arrivi    | Arrivi        |
| R.     | Nome                  | da        | Modalità      |
| ------ | --------------------- | --------- | ------------- |
| D      | Maurizio Peccarisi    | Triestina | definitivo    |
| A      | Emilio Benito Docente | Avellino  | fine prestito |

| Partenze | Partenze              | Partenze       | Partenze   |
| R.       | Nome                  | a              | Modalità   |
| -------- | --------------------- | -------------- | ---------- |
| C        | Ivano Trotta          | Napoli         | definitivo |
| A        | Emilio Benito Docente | Sambenedettese | prestito   |
| A        | Sergio Floccari       | Atalanta       | definitivo |

## Risultati

### Campionato

#### Girone di andata
| Arbitro: | Herberg (Messina) |

|                                |           |                               |
| Bonazzi 33’ (rig.) Testini 70’ | Marcatori | 52’ Ricchiuti 81’ Moscardelli |

| Arbitro: | Lops (Torino) |

|           |           |                   |
| Motta 73’ | Marcatori | 90’ (rig.) Bucchi |

| Arbitro: | Romeo (Verona) |

|  |           |                             |
|  | Marcatori | 18’ F. Caracciolo 88’ Motta |

| Arbitro: | Rizzoli (Bologna) |

|                                                     |           |                 |
| Moscardelli 52’ Ricchiuti 58’ Motta 84’ Motta 90+4’ | Marcatori | 35’, 40’ Corona |

| Arbitro: | Tagliavento (Terni) |

|                                   |           |              |
| Ciaramitaro 4’ Ferreira Pinto 29’ | Marcatori | 47’ Floccari |

| Rimini 21 settembre 2005, ore 20:45 CEST 6ª giornata | Rimini             | 0 – 0 | Verona | Stadio Romeo Neri\| Arbitro: \| Pantana (Macerata) \| |
| Arbitro:                                             | Pantana (Macerata) |       |        |                                                       |

| Arbitro: | Rocchi (Firenze) |

|                                              |           |              |
| Cioffi 45+3’ Poggi 62’ (rig.) Graziani 90+2’ | Marcatori | 19’ Cascione |

| Arbitro: | Dattilo (Locri) |

|              |           |                         |
| Floccari 20’ | Marcatori | 36’ Kyriazis 52’ Godeas |

| Piacenza 10 ottobre 2005, ore 20:45 CEST 9ª giornata | Piacenza          | 0 – 0 | Rimini | Stadio Leonardo Garilli\| Arbitro: \| Cassarà (Palermo) \| |
| Arbitro:                                             | Cassarà (Palermo) |       |        |                                                            |

| Arbitro: | Palanca (Roma) |

|                         |           |  |
| Motta 34’ Trotta 90'+1’ | Marcatori |  |

| Arbitro: | Gava (Conegliano) |

|             |           |               |
| Moretti 62’ | Marcatori | 45’ Ricchiuti |

| Arbitro: | Stefanini (Prato) |

|                      |           |  |
| Cammarata 58’ (rig.) | Marcatori |  |

| Arbitro: | Cassarà (Palermo) |

|                                |           |                   |
| Ricchiuti 29’ Motta 49’ (rig.) | Marcatori | 19’ (rig.) Carrus |

| Arbitro: | Lops (Torino) |

|                                      |           |  |
| Loria 69’ Saudati 78’ Bombardini 83’ | Marcatori |  |

| Arbitro: | Rodomonti (Roma) |

|              |           |                         |
| Ricchiuti 3’ | Marcatori | 56’ Mascara 71’ Spinesi |

| Arbitro: | Rizzoli (Bologna) |

|  |           |            |
|  | Marcatori | 73’ Baccin |

| Arbitro: | Marelli (Como) |

|                             |           |  |
| Ricchiuti 57’ Ricchiuti 90’ | Marcatori |  |

| Arbitro: | Romeo (Verona) |

|                         |           |              |
| Jiménez 44’ Dionigi 66’ | Marcatori | 85’ Floccari |

| Arbitro: | Pantana (Macerata) |

|                                   |           |           |
| D'Angelo 18’ (rig.) Ricchiuti 81’ | Marcatori | 56’ Longo |

| Arbitro: | Marelli (Como) |

|             |           |  |
| Bellucci 8’ | Marcatori |  |

| Arbitro: | Herberg (Messina) |

|           |           |  |
| Motta 73’ | Marcatori |  |

#### Girone di ritorno
| Arbitro: | Gava (Conegliano) |

|               |           |  |
| Di Giulio 73’ | Marcatori |  |

| Arbitro: | De Marco (Chiavari) |

|                          |           |                                |
| Bucchi 11’ Graffiedi 63’ | Marcatori | 26’ Valiani 90'+2’ Moscardelli |

| Rimini 18 gennaio 2006, ore 16:00 CET 24ª giornata | Rimini         | 0 – 0 | Brescia | Stadio Romeo Neri\| Arbitro: \| Marelli (Como) \| |
| Arbitro:                                           | Marelli (Como) |       |         |                                                   |

| Arbitro: | Herberg (Messina) |

|           |           |  |
| Greco 29’ | Marcatori |  |

| Arbitro: | Palanca (Roma) |

|              |           |                     |
| Cascione 44’ | Marcatori | 57’ (rig.) Salvetti |

| Arbitro: | Cassarà (Palermo) |

|                         |           |                              |
| Munari 48’ Sforzini 81’ | Marcatori | 2’ Moscardelli 65’ Ricchiuti |

| Arbitro: | De Santis (Roma) |

|                 |           |                            |
| Moscardelli 34’ | Marcatori | 20’ Tarana 50’, 55’ Caridi |

| Arbitro: | Bergonzi (Genova) |

|             |           |            |
| Eliakwu 21’ | Marcatori | 85’ Rabito |

| Rimini 25 febbraio 2006, ore 16:00 CET 30ª giornata | Rimini          | 0 – 0 | Piacenza | Stadio Romeo Neri\| Arbitro: \| Dattilo (Locri) \| |
| Arbitro:                                            | Dattilo (Locri) |       |          |                                                    |

| Arbitro: | Preschern (Mestre) |

|                        |           |                  |
| G. Rossi 17’ Dedič 44’ | Marcatori | 90’ G. Di Loreto |

| Arbitro: | Tagliavento (Terni) |

|                                                   |           |                                             |
| Ricchiuti 10’ Porchia 53’ (rig.) G. Di Giulio 84’ | Marcatori | 37’ Danilevičius 43’ Millesi 69’ Biancolino |

| Arbitro: | Squillace (Catanzaro) |

|  |           |                |
|  | Marcatori | 82’, 87’ Croce |

| Arbitro: | Lops (Torino) |

|           |           |  |
| Pianu 60’ | Marcatori |  |

| Rimini 1º aprile 2006, ore 16:00 CEST 35ª giornata | Rimini                      | 0 – 0 | Atalanta | Stadio Romeo Neri\| Arbitro: \| Girardi (San Donà di Piave) \| |
| Arbitro:                                           | Girardi (San Donà di Piave) |       |          |                                                                |

| Catania 8 aprile 2006, ore 16:00 CEST 36ª giornata | Catania        | 0 – 0 | Rimini | Stadio Angelo Massimino\| Arbitro: \| Palanca (Roma) \| |
| Arbitro:                                           | Palanca (Roma) |       |        |                                                         |

| Arbitro: | Cassarà (Palermo) |

|                    |           |  |
| D'Angelo 9’ (rig.) | Marcatori |  |

| Arbitro: | Rodomonti (Roma) |

|                                |           |             |
| Floro Flores 36’ Di Donato 82’ | Marcatori | 76’ Valiani |

| Arbitro: | Giannoccaro (Lecce) |

|                               |           |                  |
| Ricchiuti 14’ Moscardelli 39’ | Marcatori | 24’ (rig.) Frick |

| Arbitro: | Morganti (Ascoli Piceno) |

|            |           |  |
| Rosina 29’ | Marcatori |  |

| Arbitro: | Saccani (Mantova) |

|            |           |                                          |
| Rabito 27’ | Marcatori | 32’ Della Rocca 40’ Zauli 70’ Mingazzini |

| Vicenza 28 maggio 2006, ore 16:00 CEST 42ª giornata | Vicenza            | 0 – 0 | Rimini | Stadio Romeo Menti\| Arbitro: \| Ayroldi (Molfetta) \| |
| Arbitro:                                            | Ayroldi (Molfetta) |       |        |                                                        |

### Coppa Italia

#### Preliminari
| Arbitro: | Tagliavento (Terni) |

|  |           |                  |
|  | Marcatori | 24’ (rig.) Motta |

| Arbitro: | Romeo (Verona) |

|                  |           |                              |
| Motta 34’ (rig.) | Marcatori | 82’ (rig.) Toni 120’ Donadel |